# トーマス・トーランス
トーマス・フォーサイス・トーランス（英語: Thomas Forsyth Torrance, 1913年8月30日 - 2007年12月2日）は、スコットランドのキリスト教神学者。カール・バルトの『教会教義学』を全て英訳し、高い評価を得た。

## 生涯
幼少期は宣教師をしていた両親と共に中華人民共和国の成都市に滞在した。帰国後はエディンバラ大学に入学し、哲学や神学を学び、スイスのバーゼル大学に留学してカール・バルトに師事した。帰国後は1950年から母校のエディンバラ大学で教会史を、1952年にはキリスト教教義を教え始め、76年にはスコットランド国教会の大会議長に選出された。
バルトとは異なる思想を持っており、神学を科学に基礎付けるのではなく、科学は神学によって基礎付けられるべきとした。

## 神学と科学
トーランスは、科学と神学との対話に多大な貢献をしたとして、1978年、宗教における進歩についてのテンプルトン財団賞を受賞している。

## 著書
- バルト初期神学の展開 1910年〜1931年
- 科学としての神学の基礎
- 三位一体の信仰